# Megger Group Limited
Megger Group Limited är ett företag som tillverkar elektriska testinstrument för tillämpningar inom elkraft.
Företaget är känt för sin ursprungliga elektriska isolationstestare och tillhandahåller produkter som är relaterade till följande områden: lokalisering av elkabelfel, jordningstestning, mätning av låga resistanser, elkraftskvalité, elektriska kopplingar, testning av elektrisk isolation, multimeter, bärbara testtillämpningar (Portable Appliance Test), tångmätare, strömtransformatorer, etc.
Företags logotyp föreställer ordet Megger med rött versalt "M" och resterande bokstäver i helt svart, allt på vit bakgrund.